# Orde de l'Estrella Polar
L'Orde de l'Estrella Polar —Nordstjärneorden (suec)— és un orde de cavalleria suec creat pel rei Frederic I de Suècia el 23 de febrer de 1748, juntament amb el Reial Orde de l'Espasa i l'Orde dels Serafins. L'Orde de l'Estrella Polar fins al 1975 fou destinat a recompensar tant a suecs com a estrangers per "mèrits cívics, per sentit del deure, de la ciència, la literatura, les obres adquirides i útils i per a les noves institucions benèfiques". Després de la reorganització dels ordes el 1975 la distinció solament és atorgada als estrangers i als membres de la família reial. Normalment es concedeixen als titulars de càrrecs estrangers (com a primers ministres i ministres principals) durant les visites a l'Estat suec.

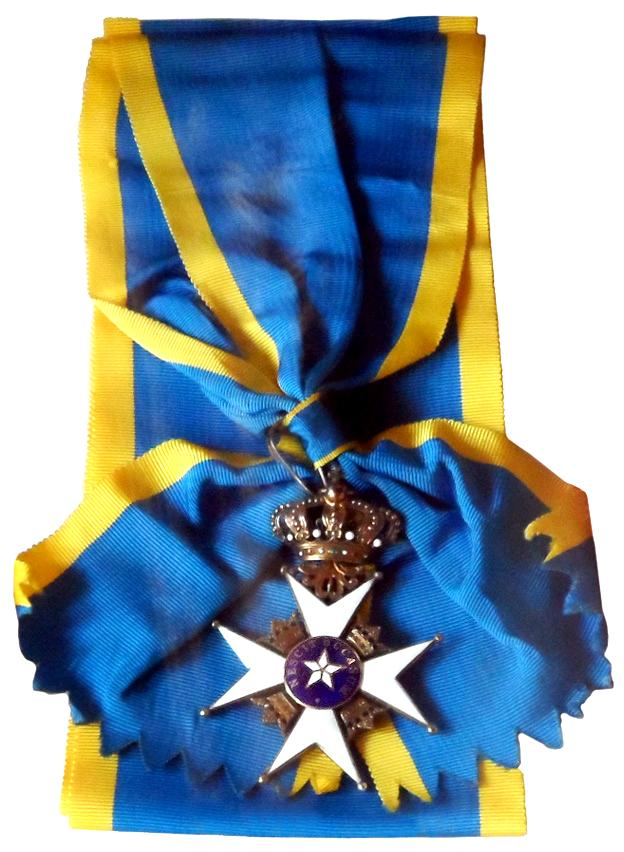
Creu i cinta de Comanador Gran Creu

El seu lema és, i es pot veure al centre blau esmaltat de la insígnia, Nescit Occasum "que no coneix descens" en llatí. Això és per demostrar que Suècia és tan constant com un estel que no s'estableix. Fins a 1975 el color de l'Orde era el negre. Va ser elegit de manera que quan s'usi la cinta negra, el blanc, blau i la creu d'or, sobresurti i brilli com la llum que il·lumina la superfície negra. Els homes del clergat i les dones no són anomenats cavallers o comanadors, sinó "membres" (ledamot).

## Graus
L'orde compta amb cinc graus:
- Comanador Gran Creu (KmstkNO): llueix la insígnia en un collaret o en una banda sobre l'espatlla dreta, a més de l'estel de l'esquerra del pit.
- Comanador 1a. classe (KNO1kl): llueix la insígnia en una cinta al coll, a més de l'estel de l'esquerra del pit.
- Comandant (Kommendör, KNO): llueix la insígnia en una cinta al coll.
- Cavaller de 1a Classe (RNO1kl/LNO1kl): Usa la divisa penjada d'una cinta en la part esquerra del pit.
- Cavaller (Riddare, RNO / LNO): usa la divisa penjada d'una cinta en la part esquerra del pit.

| Insígnia | Creu | Cadena | Grau                          | Creació | Nota |
| -------- | ---- | ------ | ----------------------------- | ------- | ---- |
|          |      |        | Comanador Gran Creu (KmstkNO) | 1772    |      |
|          |      |        | Comanador 1a Classe (KNO1kl)  | 1748    |      |
|          |      |        | Comanador (KNO)               |         |      |
|          |      |        | Cavaller 1a Classe (RNO1kl)   | 1748    |      |
|          |      |        | Cavaller (RNO)                |         |      |

Aquest orde té també una medalla, la Medalla de l'Estel Polar.

## Insígnies i passadors
| Passadors (des de 1975) | Passadors (des de 1975) | Passadors (des de 1975) | Passadors (des de 1975) | Passadors (des de 1975) |
| ----------------------- | ----------------------- | ----------------------- | ----------------------- | ----------------------- |
| Comanador Gran Creu     | Comanador 1a Classe     | Comanador               | Cavaller 1a Classe      | Cavaller                |